# Perjen
Perjen ist ein Ortsteil der Stadt Landeck in Tirol. Der Ort liegt nordöstlich des Stadtzentrums am linken Innufer.

## Geschichte
Der Name ist ersturkundlich 1254 als pons Prienne genannt. Es liegt keltisch *brivenna zugrunde, was ‚Siedlung an der Brücke‘ (=briva) bedeutet.

## Kultur und Sehenswürdigkeiten
- Pfarrkirche Landeck-Perjen

## Bildungseinrichtungen

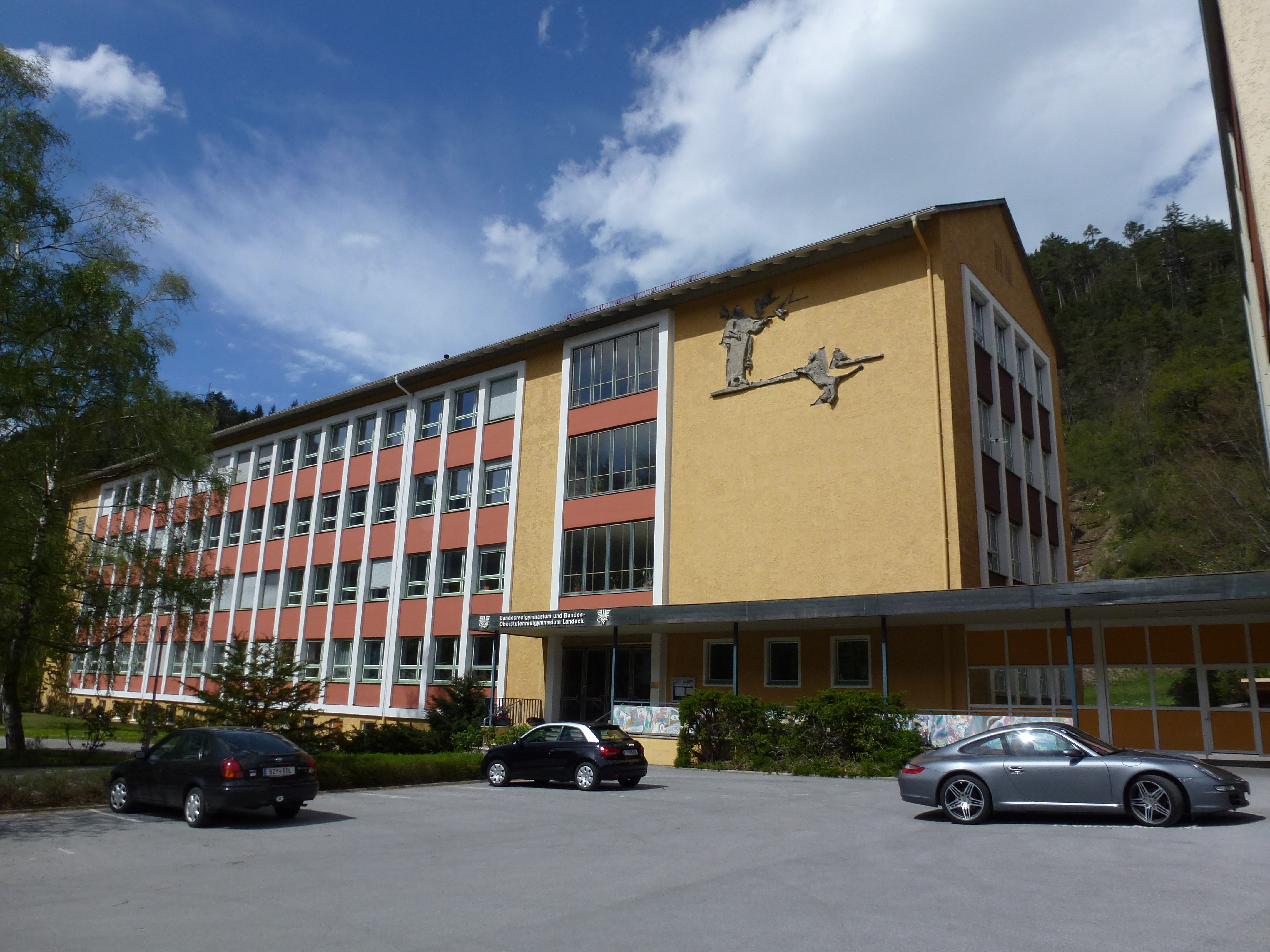
Bundesrealgymnasium Landeck-Perjen

- Der Kindergarten Perjen wird zweigruppig geführt.

- Die Volksschule Perjen[2] wurde 1951/52 in Betrieb genommen. Nachdem die bisherige Volksschule Angedair die vielen Schüler nicht mehr alle aufnehmen konnte, wurde der Bau einer weiteren Schule von der Stadt in Auftrag gegeben. Am 14. Oktober 1951 wurde das Gebäude eingeweiht. Derzeit (Schj. 2007/08) wird sie mit 92 Schulkindern vierklassig geführt.

- Bundesrealgymnasium Landeck-Perjen

## Sportstätten
- Der Fun Park[3] wurde 1998 errichtet und war eine gemeinsame Freizeitanlage der Stadtgemeinde Landeck und der Gemeinde Zams. Er lag direkt am überregionalen Radweg, nördlich des Inns, zwischen Landeck/Perjen und Zams. Der Funpark konnte ganzjährig genützt werden. Er bot 2 Volleyballplätze, Halfpipe – Skatemöglichkeiten, Streethockeyplatz und einen Kinderspielplatz. Der Park musste der zweiten Röhre des Perjen-Tunnels weichen.

- Das Fußballstadion Perjen[4] spielt der SV Landeck. Seit dem  Neubau im Jahr 1998 besteht es aus einer Anlage mit Klubhaus. Die Sportanlage mit ihren 1000 Sitzplätzen, geplant von Architekt Franz Vesely, wurde am 9. April 2000 eingeweiht, und den Fußballvereinen zur Verfügung gestellt. Der SV Landeck wurde 1932 gegründet und spielt derzeit in der Bezirksliga West.

- Das Schwimmbad Perjen wurde am 5. Juni 1925 wurde in der „Oberen Perjener Au“ eröffnet. Mit einem 50-Meter-Becken zählte es damals mit der Badeanstalt in der Höttingerau in Innsbruck zu den größten Bädern in Tirol. Das seit 1925 bestehende städtische Freibad im Ortsteil Perjen erfuhr 1982 den ersten großzügigen Umbau. Das Betonbecken wurde demontiert und ein neues Edelstahl-Mehrzweckbecken eingebaut. In der Folge kam es zu tiefgreifenden Veränderungen wie dem Bau der Filter- und Chlorgasanlage, womit die Wasseraufbereitung für das Mehrzweckbecken auf dem neuesten Stand der Technik gebracht wurde. 1989/90 wurden Grundflächen im Ausmaß von 2.000 m² erworben und die Freizeiteinrichtung nach den Plänen des Rieder Architekten Mathoi komplett umgebaut und neu gestaltet. Zukunftsorientierte Maßnahmen und Neuerungen waren das sanierte Kinderplanschbecken, ein Durchschreitegerinne, der Kabinentrakt mit sanitären Anlagen, ein Buffet sowie die Installierung einer Solaranlage als Ergänzung zur Warmwasseraufbereitung. Das Problem des Zuganges zur Freibadeanlage wurde durch einen gegenüber dem Schwimmbadgelände wesentlich tiefer gelegten Fußweg gelöst, der direkt durch das Gelände führt und die Anlage zweiseitig von Westen und Osten erschließt.[5]